# Émile Betsellère
Émile Pierre Betsellère, né à Bayonne (Dans l'ancienne commune de Saint-Esprit) le 3 septembre 1846 et mort dans sa ville natale le 9 avril 1880, est un peintre français.

## Biographie
Émile Betsellère est le fils Pierre-Édouard Betsellère, artisan ébéniste à Saint-Esprit, et de Marie-Anne-Caroline Lapeyre. Il est l'aîné d'une famille de sept enfants
Il fut élève à l'École impériale des beaux-arts de Paris dans l'atelier de peinture d'Alexandre Cabanel.
Exposé au Salon de 1878 au palais des Champs-Élysées à Paris, il fut récompensé par une médaille de 3e classe pour Jésus calmant la tempête. Ce tableau ne peut être observé car il est enroulé dans les réserves du Musée d'art et d'archéologie d'Aurillac. Il fut représenté par La Trahison du général Dumouriez et un Portrait d'homme au Salon de 1880.
Son tableau L'Oublié (1872) représente un soldat blessé pendant la guerre de 1870 qui tente de se redresser, sur un champ de bataille désert.
Émile Betsellère tomba gravement malade à la suite des privations durant le siège de Paris en 1870 et mourut âgé de 33 ans. 
Il est inhumé au cimetière Saint-Étienne de Bayonne.
D’après le site « Émile Betsellère Auction Price Results - Invaluable », il aurait peint aussi Basques luttant, une huile sur toile de 130,8 × 97 cm et Scène de la Révolution française, une huile sur toile de 130 × 194 cm. « Émile Betsellère Expertissim - Nos objets d'art et antiquités » nous montrent son portrait d'un Mendiant d'après Achille Zo.

## Galerie

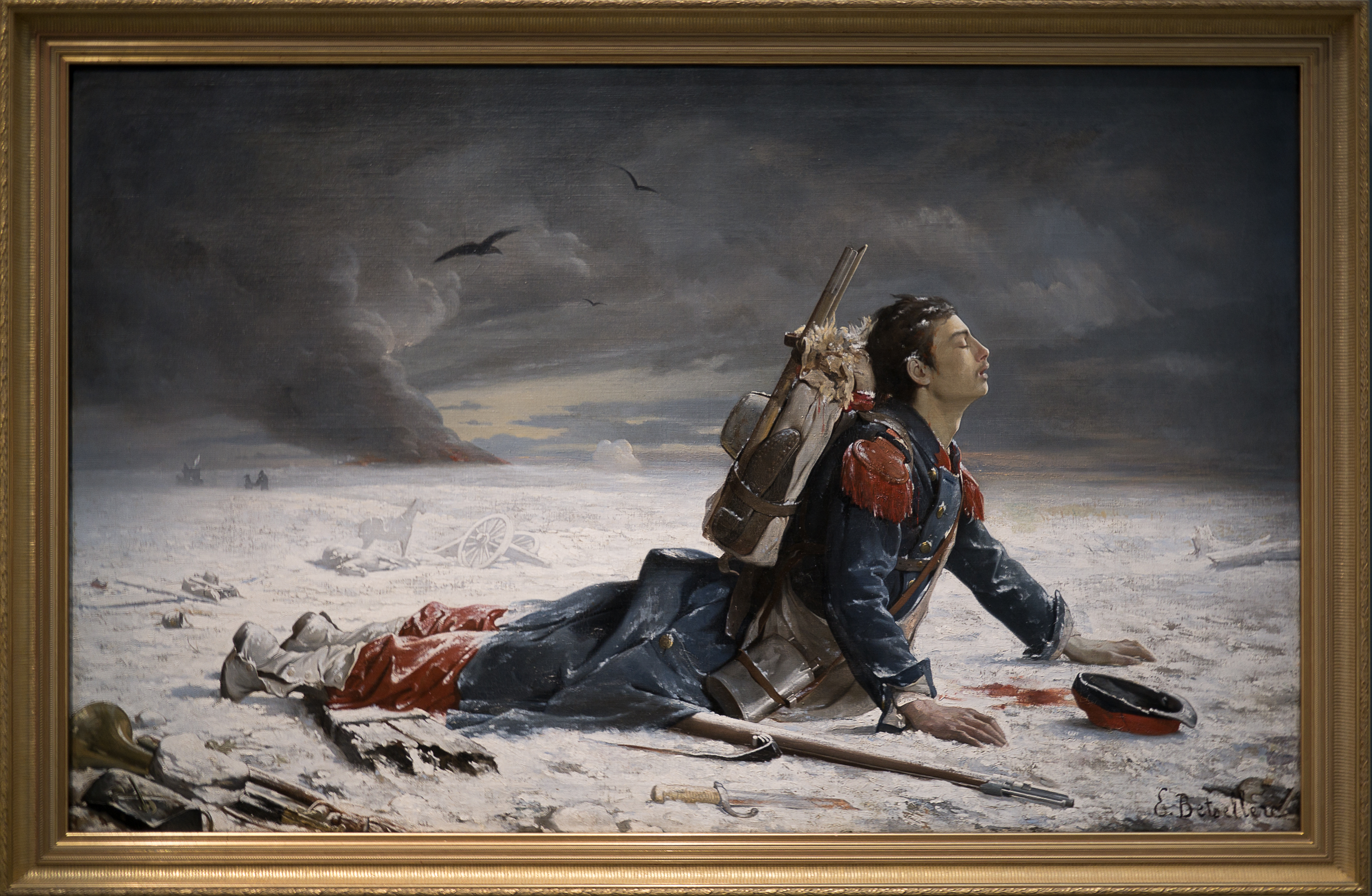
L'Oublié ! Bayonne, Musée Bonnat-Helleu

## Hommages
La municipalité de Bayonne a donné son nom à une rue de la ville.